# Джанай (Астраханська область)
Джанай (рос. Джанай) — село у Красноярському районі Астраханської області Російської Федерації.
Населення становить 844 особи (2017). Входить до складу муніципального утворення Джанайська сільрада.

## Історія
Населений пункт розташований на території українського етнічного та культурного краю Жовтий Клин. Від 1925 року належить до Красноярського району.
Згідно із законом від 6 серпня 2004 року органом місцевого самоврядування є Джанайська сільрада.

## Населення
| 1904 | 1908 | 1914 | 2002 | 2010 | 2013 | 2014 |
| ---- | ---- | ---- | ---- | ---- | ---- | ---- |
| 625  | ↘596 | ↗669 | ↗736 | ↗895 | ↘775 | ↗820 |
| 2017 |      |      |      |      |      |      |
| ↗844 |      |      |      |      |      |      |